# Монтеджорджо
Монтеджо̀рджо (на италиански: Montegiorgio, на местен диалект Muntijòrgiu, Мунтийорджу) е градче и община в Централна Италия, провинция Фермо, регион Марке. Разположено е на 411 m надморска височина. Населението на общината е 7030 души (към 2011 г.).
До 2004 г. общината е част от провинция Асколи Пичено, когато участва в новата провинция Фермо.